# Nytjärnen (Lycksele socken, Lappland, 716649-162329)
Nytjärnen är en sjö i Lycksele kommun i Lappland och ingår i Umeälvens huvudavrinningsområde.